# Étienne Le Camus
Étienne Le Camus (Parigi, 24 settembre 1632 – Grenoble, 12 settembre 1707) è stato un cardinale e vescovo cattolico francese.

## Biografia
Figlio di Nicolas Le Camus, consigliere di stato, Étienne frequentò l'Università della Sorbona, dove completò gli studi di teologia nel 1650. In giovane età fu nominato elemosiniere del re di Francia. A causa della sua vita dissipata, il cardinale Giulio Mazzarino lo esiliò a Meaux. Richiamato alla corte francese, si ritirò nel monastero certosino di La Trappe nel 1665. Questa esperienza religiosa lo cambiò radicalmente, tanto da portarlo verso l'ascetismo e da condurlo alla abbazia di Port-Royal des Champs, famosa ai tempi per la comunità religiosa di orientamento giansenista.
Impressionato dal profondo cambiamento del giovane, il cardinale Giulio Mazzarino lo fece rientrare nei favori del re e il 1º luglio 1671 lo fece eleggere vescovo di Grenoble, anche contro la volontà di Le Camus. Fu consacrato il 24 agosto successivo nella chiesa dei certosini di Parigi da Pierre-Armand du Cambout de Coislin, vescovo di Orléans, assistito da Hugues de Bar, vescovo di Lectoure e da Armand Jean de Rotondy de Biscaras, vescovo di Béziers. Rifiutò di firmare la proposizione del clero gallicano nel 1682.
Il 2 settembre 1686 fu creato cardinale presbitero da papa Innocenzo XI. La sua promozione al cardinalato fu un'iniziativa personale del papa, un'azione veramente infrequente nel caso di cardinali stranieri. Il re Luigi XIV pretendeva che fosse elevato François de Harlay de Champvallon, arcivescovo di Parigi.
Non partecipò al conclave del 1689 che elesse papa Alessandro VIII; partecipò, invece, al conclave del 1691 che elesse papa Innocenzo XII. Terminato il conclave, l'8 agosto 1691 ricevette dal nuovo papa la berretta cardinalizia con il titolo di Santa Maria degli Angeli. Partecipò anche al conclave del 1700, che elesse papa Clemente XI.

## Genealogia episcopale
La genealogia episcopale è:
- Cardinale Guillaume d'Estouteville, O.S.B.Clun.
- Papa Sisto IV
- Papa Giulio II
- Cardinale Raffaele Sansone Riario
- Papa Leone X
- Papa Clemente VII
- Cardinale Antonio Sanseverino, O.S.Io.Hieros.
- Cardinale Giovanni Michele Saraceni
- Papa Pio V
- Cardinale Innico d'Avalos d'Aragona, O.S.Iacobi
- Cardinale Scipione Gonzaga
- Patriarca Fabio Biondi
- Cardinale Michelangelo Tonti
- Cardinale Domenico Rivarola
- Vescovo Gilles de Souvre
- Vescovo Gilles Boutault
- Arcivescovo Hardouin de Péréfixe de Beaumont
- Cardinale Pierre-Armand du Cambout de Coislin
- Cardinale Étienne Le Camus